# Baropturm
Der Baropturm ist ein aus Stein gebauter Aussichtsturm unweit von Keilhau, einem Ortsteil von Rudolstadt im thüringischen Landkreis Saalfeld-Rudolstadt.
Der Bau geht auf die Initiative von Schülern zurück, die den Turm dem Lehrer Johannes Arnold Barop zu dessen 50-jährigen Dienstjubiläum 1876 widmeten.
Barop war einverstanden, dass auf dem 502,3 m ü. NHN hohen Steiger, etwa 1,5 km südwestlich von Keilhau, ein Turm errichtet wird. Es dauerte jedoch noch einige Zeit, bis das Vorhaben in die Tat umgesetzt werden konnte. Auf Initiative ehemaliger Keilhauer wurde im Juni 1877 ein Aufruf verfasst, durch welchen zu Spenden für die benötigte Bausumme von 6.000 Reichsmark gebeten wurde. Baubeginn sollte im Sommer 1877 sein und auch die Fertigstellung war für dieses Jahr geplant. Als Architekt wurde Louis Junot beauftragt. Eingeweiht wurde der Turm am 10. Juni 1878.
Vom Baropturm bietet sich ein beeindruckender Rundblick auf den Thüringer Wald, das Schiefergebirge und die Ilm-Saale-Region. Man sieht viele Dörfer und Städte in der Umgebung und selbst der Brocken im Harz soll bei klarem Wetter erkennbar sein.

## Statistik
- Höhe: 17 m
- Mauerstärke: 1,10 m (unten); ca. 0,7 m (oberste Etage)
- Mauerwerk: 323,66 m³ (aus 404 m³ Steinbruch)
- zum Mauern: 35,5 m³ gelöschter Kalk, 5 t Zement, 89 m³ Sand
- Treppe: ca. 64 lfm Holz, 78 Stufen

Bausführung: Mauerwerk von Karl Herzer (Rudolstadt), Zimmererarbeiten von Adolph Sonnekalb (Rudolstadt), Schmiedearbeiten von Albert Linse (Eichfeld)
Bauauftrag: Bund ehemaliger Keilhauer (BeK)